# Liste der Biografien/Hiz
Liste der Biografien |
Portal Biografien |
Personensuche
# |
A |
B |
C |
D |
E |
F |
G |
H |
I |
J |
K |
L |
M |
N |
O |
P |
Q |
R |
S |
T |
U |
V |
W |
X |
Y |
Z |
?
 
Ha |
Hd |
He |
Hi |
Hj |
Hk |
Hl |
Hm |
Hn |
Ho |
Hr |
Hs |
Ht |
Hu |
Hv |
Hw |
Hy
 
Hia |
Hib |
Hic |
Hid |
Hie |
Hif |
Hig |
Hih |
Hii |
Hij |
Hik |
Hil |
Him |
Hin |
Hio |
Hip |
Hir |
His |
Hit |
Hiv |
Hiw |
Hix |
Hiy |
Hiz
Die Liste der Biografien führt alle Personen auf, die in der deutschsprachigen Wikipedia einen Artikel haben. Dieses ist eine Teilliste mit 5 Einträgen von Personen, deren Namen mit den Buchstaben „Hiz“ beginnt.

## Hiz

### Hiza
- Hızarcı, Derviş (* 1983), deutscher Experte für Antisemitismus, Rassismus und DiskriminierungDerviş Hızarcı (* 1983)

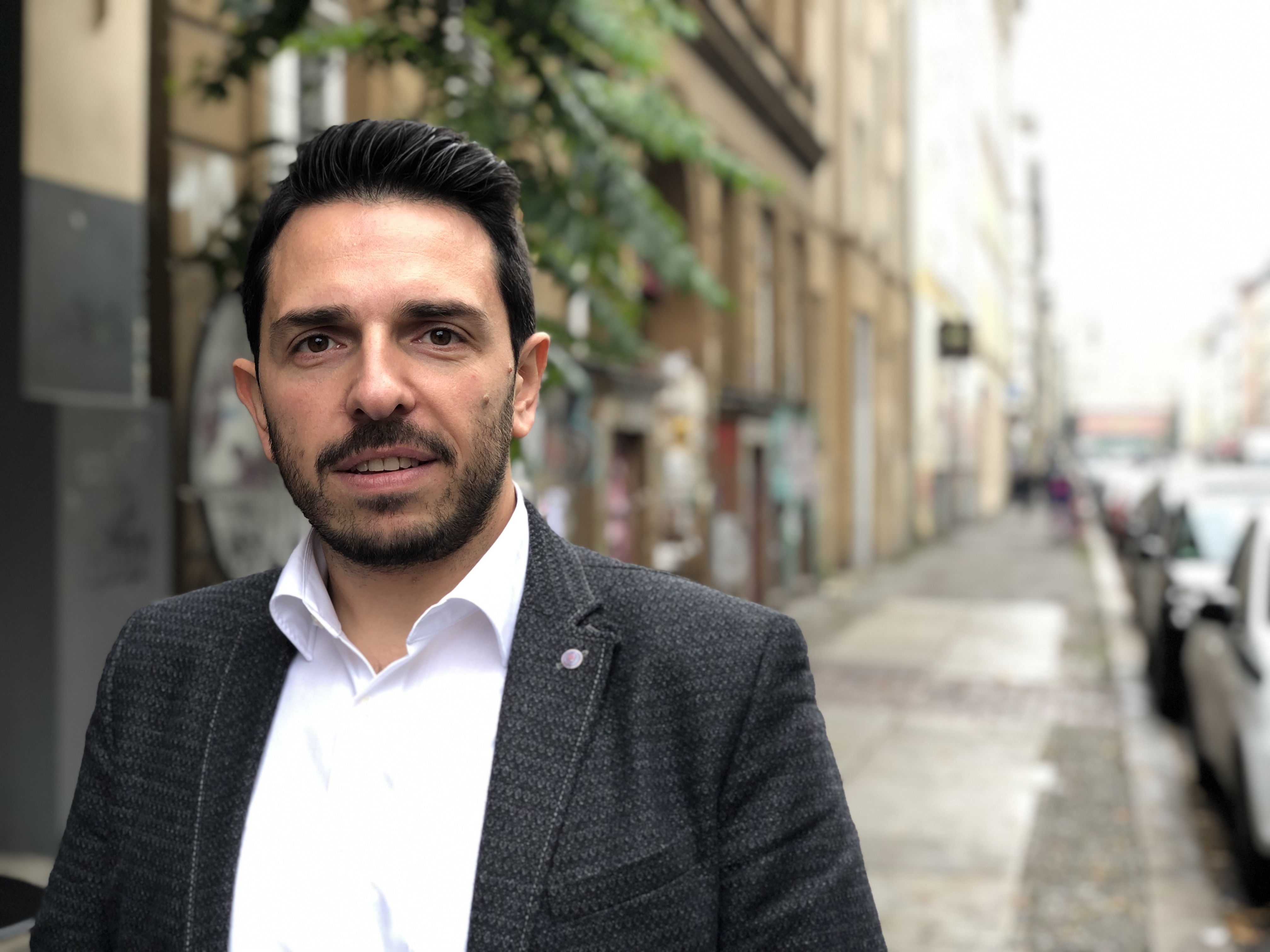
Derviş Hızarcı (* 1983)

### Hizl
- Hızlıateş, Nedim (* 1967), türkischer Basketballspieler und -trainer

### Hizo
- Hizo, Viorel (* 1947), rumänischer Fußballspieler und -trainer

### Hizq
- Ḥizqiya bar Re’uven, Politiker

### Hizz
- Hizzo († 1030), Bischof von Prag